# Physio-Economics
Bei Physio-Economics handelt es sich um eine Erweiterung der experimentellen Wirtschaftsforschung um die Erfassung physiologischer Parameter. Hierzu zählen beispielsweise die Hautleitfähigkeit, der Blutdruck und der Puls des Probanden. Über diese Parameter lassen sich Erregungszustände und emotionale Reaktionen der Experimentalteilnehmer messen und somit Erkenntnisse über deren Verhalten gewinnen. In Experimenten werden Probanden vor ökonomische Entscheidungssituation gestellt und die erhobenen physiologischen Parameter in die Analyse mit einbezogen. Auf diese Weise können Verhaltensweisen besser erklärt und neue Erkenntnisse über das Entscheidungsverhalten von Akteuren in ökonomischen Spielsituationen gewonnen werden.

## Hintergrund
In den Wirtschaftswissenschaften wird schon seit Jahrzehnten das Verhalten von Personen in ökonomischen Entscheidungssituationen mit Hilfe von Laborexperimenten untersucht. Derartige Experimente finden in einer kontrollierten Laborumgebung statt, bei denen die Probanden in der Regel mit Hilfe eines Computers an einer abstrakten Spielsituation teilnehmen. Die Analyse der Experimente beschränkt sich in der traditionellen experimentellen Wirtschaftsforschung vor allem auf die Auswertung von Marktergebnissen und Fragebögen, die von den Probanden ausgefüllt werden. Die Befragung der Probanden liefert jedoch nur subjektive Eindrücke und führt darüber hinaus oft zu dem Problem sozial erwünschter Antworten. Durch die Messung von physiologischen Parametern, wie beispielsweise dem Hautleitwert, erhält man zusätzliche, objektive Messwerte, die einen tieferen Einblick in den Entscheidungsfindungsprozess erlauben.
Insbesondere bei der Untersuchung von Märkten und Verhandlungen ist ein grundlegendes Verständnis des Verhaltens der Teilnehmer und der Motive notwendig. Deshalb ist der Einfluss von Emotionen auf Entscheidungen und Verhalten von großem Interesse, da sich damit besser erklären lässt, warum einzelne, eventuell auf den ersten Blick nicht rationale Entscheidungen getroffen wurden.
Die notwendige Methodik zur Messung von Emotionen ist bereits in der Psychophysiologie gut erforscht und stellt ein etabliertes Mittel dar. Darum liegt es nahe, nicht nur Aktionen in spieltheoretischen Experimenten zu untersuchen, sondern auch physiologische Parameter des Probanden und damit das Befinden des Probanden an sich.

## Abgrenzung zu verwandten Gebieten
Das Forschungsgebiet Neuroeconomics  untersucht Gehirn-Aktivitäten in ökonomischen Entscheidungssituationen mit Methoden der Magnetresonanztomographie oder der Elektro-Enzephalographie (EEG). Jedoch sind diese Technologien nur mit erheblichem technischen und finanziellen Aufwand in ökonomischen Experimenten einsetzbar. Um diese Einsetzbarkeit zu gewährleisten und eine sinnvolle Ergänzung zur experimentellen Wirtschaftsforschung darzustellen, wurden folgende Bedingungen an die Messmethodik gestellt:
1. Beobachtungen sollten an mehreren Experimentalteilnehmern parallel in der Umgebung eines normalen PC-Pools durchführbar sein
2. Eine einfache und handliche Ausrüstung, die weder aufwendiges Training noch eine spezielle medizinische Ausbildung für Durchführung und Auswertung notwendig macht
3. Aufrechtes Sitzen und Blickkontakt sollte möglich sein
4. Messungen sollten in angenehmer Umgebung durchführbar sein, um den Probanden und die Ergebnisse möglichst wenig zu beeinflussen
5. Die Messungen sollten weder unangenehm sein noch Nachwirkungen haben und somit annehmbare Bedingungen für die Teilnahme bieten.
6. Vertretbare Kosten für Ausstattung und Versuche

Physiologische Parameter, die diese Bedingungen besonders gut erfüllen, sind die Elektrodermale Aktivität, die Herzrate und der Blutdruck. Während sich die Neuroökonomik also mit neuronalen Aktivitäten in ökonomischen Entscheidungssituationen konzentriert, werden im Forschungsbereich Physio-Economics ausschließlich physiologische Parameter ausgewertet.